# スカイツリーは雲の上
「スカイツリーは雲の上」（スカイツリーはくものうえ）は、日本の演歌歌手さくらまやの4枚目のシングルである。2010年12月8日発売。発売元は日本クラウン。

## 概要
さくらまやの4枚目のシングル。歌詞には日本一高い建物になったスカイツリーがさらに伸びていくように、人間に例えれば何ごとも頑張りスカイツリーのように空高く伸びていこうという狙いが込められている。 
2010年12月8日に東京浅草で発売記念イベントを開催した。 
CDジャケット・PVで初めてショートカットのコスプレをしている。 

## 収録曲
1. スカイツリーは雲の上(4:32) 
作詞：水木れいじ、作曲：岡千秋、編曲：池多孝春
2. こんなきれいな月の夜（よ）は(4:12) 
作詞：水木れいじ、作曲：岡千秋、編曲：丸山雅仁
3. スカイツリーは雲の上［オリジナル・カラオケ］(4:32)
4. こんなきれいな月の夜（よ）は［オリジナル・カラオケ］(4:12)